# Bonnetina alagoni
Bonnetina alagoni is een spinnensoort in de taxonomische indeling van de vogelspinnen (Theraphosidae).
Het dier behoort tot het geslacht Bonnetina. De wetenschappelijke naam van de soort werd voor het eerst geldig gepubliceerd in 2008 door Locht & Medina.